# Субурбикарные епархии
Субурбика́рные епархии (от лат. suburbis — пригород) — епархии пригородных районов Рима, известных с древности. Исторически на кафедры этих епархий назначаются наиболее влиятельные епископы Римской курии.

## Список
Всего субурбикарных епархий семь:
- Альбано (лат. Albanensis) — кафедра существует с IV века, первый известный епископ — Роман (465). Центр — город Альбано, главный храм — базилика Святого Панкратия.
- Веллетри-Сеньи (лат. Veliterna-Signina) — кафедры Веллетри и Сеньи существуют с V века, первый известный епископ Веллетри Адеодат (465), первый епископ Сеньи — Сантул (494). В 1981 году епархии были объединены.
- Остия (лат. Ostiensis) — существует с III века, первый известный епископ Максим (313)
- Палестрина (лат. Praenestina) — существует с IV века, первый известный епископ Секунд (313). Центр — Палестрина.
- Порто-Санта Руфина (лат. Portuensis-Sanctae Rufinae) — первый известный епископ Порто Григорий (314). Кафедры были объединены в 1119 году.
- Сабина-Поджо Миртето (лат. Sabinensis-Mandelensis) — происходит из трёх древних епархий Курес, Номентум и Форум-Новум.
- Фраскати (лат. Tusculana) — после разрушения Тускула в 1191 году кафедра была перемещена в соседний Фраскати.

Несмотря на то, что субурбикарных епархий семь, кардиналов-епископов в настоящее время только шесть, поскольку декан коллегии кардиналов Джованни Баттиста Ре занимает одновременно кафедры Сабины-Поджо Миртето и Остии.
Самая почётная из субурбикарных кафедр — Остийская. Вот уже на протяжении нескольких столетий её всегда занимает старейший из кардиналов-епископов, который является деканом Священной коллегии кардиналов.
В настоящий момент (на 2025 год) в Коллегии кардиналов состоят шесть кардиналов-епископов с титулом субурбикарных епархий (пятеро из них не могут по возрасту участвовать в конклаве):
- епископ Остии с 18 января 2020 года и одновременно Сабины-Поджо Миртето Джованни Баттиста Ре (кардинал-пресвитер с 21 февраля 2001 года кардинал-епископ и субурбикарный епископ Сабины-Поджо Миртето с 1 октября 2002 года, вице-декан коллегии кардиналов с 10 июня 2017 года по 18 января 2020 года, епископ Остии и декан коллегии кардиналов с 18 января 2020 года, 91 год);
- епископ Альбано Луис Антонио Гоким Тагле (кардинал-пресвитер с 24 ноября 2012 года, кардинал-епископ без кафедры с 1 мая 2020 по 24 мая 2025, кардинал-епископ и субурбикарный епископ Альбано с 24 мая 2025, 67 лет);
- епископ Веллетри-Сеньи Фрэнсис Аринзе (кардинал-пресвитер с 25 мая 1985 года, кардинал-епископ и субурбикарный епископ Веллетри-Сеньи с 25 апреля 2005, 92 года);
- епископ Фраскати Тарчизио Бертоне (кардинал-пресвитер со 21 октября 2001 года, кардинал-епископ и субурбикарный епископ Фраскати с 10 мая 2008 года, 90 лет);
- епископ Палестрины Жозе Сарайва Мартинш (кардинал-дьякон с 21 февраля 2001 года, кардинал-епископ и субурбикарный епископ Палестрины с 24 февраля 2009 года, 93 года);
- епископ Порто-Санта Руфины Беньямино Стелла (кардинал-дьякон с 14 февраля 2014 года, кардинал-епископ и субурбикарный епископ Порто-Санта-Руфины с 1 мая 2020 года, 83 года).

## История
Последнее серьёзное упорядочение, связанное с кардиналами-епископами, относится к понтификату Папы св. Пия Х. До его понтификата и практически на протяжении всего его правления субурбикарные кафедры имели определённое старшинство, и занимающие их епископы перемещались с одной кафедры на другую по мере освобождения более значимой кафедры. В это время кафедра Остии была объединена с кафедрой Веллетри.
В частности, епископ Моденский Джованни Джироламо Мороне был возведён в достоинство кардинала-пресвитера папой Павлом III 2 июня 1542 года; папой Пием IV он был 13 марта 1560 года возведён в достоинство кардинала-епископа и назначен субурбикарным епископом Альбано; этим же папой 10 марта 1561 года был переведён на Сабинскую субурбикарную кафедру; в следующем году, 18 мая 1562 года, в понтификат всё того же Пия IV он был перемещен на кафедру Палестрины; тот же папа 12 мая 1564 года назначил его на субурбикарную кафедру Фраскати и уже в конце понтификата перевёл 7 февраля 1565 года на кафедру Порто-Санта-Руфины. Эта кафедра до преобразований св. Пия Х традиционно занималась вице-деканами Священной коллегии кардиналов. При преемнике Пия IV папе св. Пие V кардинал Мороне стал деканом коллегии и занял 3 июля 1570 года субурбикарную кафедру Остии-Веллетри.

### ПреобразованияПия X
Однако это редчайший случай, когда один кардинал занимал последовательно все субурбикарные кафедры. Как правило, до реформы св. Пия Х, дело ограничивалось только тремя кафедрами. Дело выглядело так: на традиционно занимаемую вице-деканом кафедру Порто-Санта Руфины назначался старейший из кардиналов-епископов, занимавших одну из четырёх кафедр — Альбано, Сабины, Фраскати или Палестрины. И с кафедры Порто-Санта Руфины кардинал переводился на Остийскую кафедру.
Согласно motu proprio Папы св. Пия Х «Edita a Nobis» от 5 мая 1914 года, кардиналы-епископы более не переводились с одной субурбикарной кафедры на другую, епархии Остия и Веллетри были разъединены и кардинал-декан получал в управление Остийскую кафедру, сохраняя за собой прежнюю. Вице-деканом становился просто старейший после декана кардинал-епископ без перевода на кафедру Порто-Санта-Руфины.

### Исидор Киевский
7 февраля 1451 года кардиналом-епископом Сабины стал глава Русской православной церкви митрополит Исидор, который 5 июля 1439 года на Флорентийском Соборе от имени Русской православной церкви подписал унию с Римом, которая была впоследствии отвергнута на Востоке, и в том же году 18 декабря Папой Евгением IV был возведён в достоинство кардинала-пресвитера. Интересно, что на Сабинской субурбикарной кафедре кардинал Исидор Киевский стал преемником скончавшегося 7 января 1451 года кардинала-епископа Амадея Савойского, который был последним в истории средневековой Церкви антипапой под именем Феликса V, и который после примирения с Римом стал кардиналом-епископом Сабины.
Митрополит Исидор вскоре после возведения в достоинство кардинала-епископа был назначен Папой Николаем V легатом в Константинополь и отбыл туда из Рима 20 мая 1452 года вместе с двумя сотнями солдат. Прибыв в Константинополь 12 ноября 1452 года, он участвовал 12 декабря 1452 года в торжествах в честь подписания документов Ферраро-Флорентийского собора. Во время взятия Константинополя Мехмедом II 29 мая 1453 года попал в плен, но не был опознан, так как сумел переодеться; был продан в рабство, отправлен на остров Хиос в Эгейском море, сумел бежать, добрался до Пелопоннеса и оттуда прибыл в Венецию в ноябре 1453 года По возвращении в Италию кардинал обратился с посланием к западным монархам с призывом восстать на турецкого султана Мехмеда II, которого он назвал «предтеча антихристов» и «чадо сатаны». После кончины в октябре 1461 года кардинала-епископа Остии Георгия де Флиско, кардинал Исидор стал деканом Священной коллегии кардиналов и занимал эту высшую после Папы должность в Церкви до смерти, но на Остийскую субурбикарную кафедру назначен не был.

### Новейшее время
Как правило, кардиналами-епископами становятся кардиналы-пресвитеры, имеющие епископский сан. Последний до настоящего времени случай возведения кардинала-дьякона в достоинство кардинала-епископа, минуя достоинство кардинала-пресвитера, имел место в Понтификат Святого Пия Х. Этот Папа возвёл 27 ноября 1911 года в достоинство кардинала-епископа Гаэтано де Лай, возведённого им же в достоинство кардинала-дьякона 16 декабря 1907 года. Кардинал Гаэтано де Лай имел только сан священника и поэтому был рукоположён в епископы самим Папой 17 декабря 1911 года в Сикстинской капелле Ватикана. Последний случай возведения в достоинство кардинала-епископа человека, не имеющего епископского сана произошёл 21 июня 1926 года, когда Папа Пий XI возвёл в достоинство кардинала-епископа Микеле Легу, назначив его субурбикарным епископом Фраскати. В епископский сан Микеле Лега, бывший кардиналом-пресвитером до возведения в достоинство кардинала-епископа, был рукоположён лично Пием XI в Сикстинской капелле Ватикана 11 июля 1926 года.
В конце XIX века имели место два очень редких случая, связанные с кардиналами-епископами. В 1883 году кардинал Густав Адольф фон Гогенлоэ-Шиллингсфюрст был из достоинства кардинала-епископа Альбано возвращён в достоинство кардинала-пресвитера, каковым являлся с 22 июня 1866 года. В достоинство кардинала-епископа он был возведён 12 мая 1879 года Папой Львом XIII и этим же Папой через несколько лет освобождён от этого достоинства.
16 января 1893 года Папа Лев XIII возвёл в достоинство кардинала-епископа Фраскати кардинала-пресвитера Томмазо Марию Зильяру, не имевшего епископского сана. Но 10 мая того же года кардинал Зильяра скончался, не успев получить епископской хиротонии и оставшись, таким образом, только назначенным епископом Фраскати.
Среди кардиналов-епископов числится и рекордсмен по пребыванию в кардинальском достоинстве — кардинал Генрих Йоркский. Он был возведён в достоинство кардинала-дьякона Папой Бенедиктом XIV 3 июля 1747 года, этим же Папой он был возведён в достоинство кардинала-пресвитера 16 сентября 1748 года; Папа Климент XIII возвёл его в достоинство кардинала-епископа 13 июля 1761 года; скончался Генрих Йоркский уже будучи деканом Священной коллегии и субурбикарным епископом Остии и Веллетри 13 июля 1807 года, успев отметить шестидесятилетие пребывания в кардинальском достоинстве.

### РеформаПавла VI
Реформа Коллегии кардиналов, проведённая Папой Павлом VI и заключающаяся в расширении числа кардиналов, кардиналов-епископов не коснулась, их как было шесть, так и осталось. Однако, ограничение, введённое Павлом VI, суть которого была в том, что кардиналы, достигшие 80-летнего возраста теряют право голоса в конклаве, имело определённые последствия. Так в 1978 году, когда состоялись Конклавы, избравшие сначала Иоанна Павла I, а после его смерти — Иоанна Павла II, кардиналом-деканом Священной коллегии был Карло Конфалоньери, которому было 85 лет. Такая же ситуация повторилась и на Конклаве 2013 года, когда ни декан (кардинал Анджело Содано, которому было 85 лет), ни вице-декан (кардинал Роже Эчегарай, которому было 90 лет) не могли участвовать в Конклаве. В 2025 году ситуация становится аналогичной, в Конклаве 2025 года ни декан (кардинал Джованни Баттиста Ре, которому было 91 год), ни вице-декан (кардинал Леонардо Сандри, которому было 81 год) опять не могли участвовать.
Такая ситуация привела к тому, что преемник Конфалоньери на должности декана и Остийской кафедре кардинал Агнелу Росси, достигший в 1993 году восьмидесятилетнего возраста, уступил должность декана и кафедру Остии кардиналу Бернардену Гантену, оставшись при этом на своей прежней субурбикарной кафедре Сабины-Поджо Миртето. В свою очередь кардинал Гантен, достигший восьмидесяти лет в 2002 году, также оставил должность декана и Остийскую кафедру, сохраняя за собой субурбикарную кафедру Палестрины.

## Функциикардиналов-епископов
Все кардиналы-епископы проживают в Риме или в своих пригородах, и, как правило, занимают высокие посты в Римской курии. Так кардинал-декан Йозеф Ратцингер (Бенедикт XVI) являлся одновременно префектом Конгрегации доктрины веры, вице-декан Анджело Содано (бывший декан Коллегии кардиналов) занимал пост государственного секретаря; кардинал Джованни Баттиста Ре (ныне декан) стоял во главе Папской Комиссии по делам Латинской Америки и Конгрегации по делам епископов; кардинал Фрэнсис Аринзе возведённый в сан кардинала-епископа после избрания Ратцингера папой римским возглавлял Конгрегацию богослужения и дисциплины таинств; кардинал Тарчизио Бертоне занимал пост государственного секретаря Святого Престола; кардинал Жозе Сарайва Мартинш возглавлял Конгрегацию по канонизации святых; кардинал Беньямино Стелла возглавлял Конгрегацию по делам духовенства.
До недавнего времени абсолютное большинство кардиналов-епископов были итальянцами. Однако за счёт расширения коллегии кардиналов при Павле VI, субурбикарные кафедры гораздо чаще стали доставаться представителям иных стран и континентов, число которых резко увеличилось в Римской курии. Все три кардинала-декана — не итальянцы: Агнелу Росси — из Бразилии, Бернарден Гантен — из Бенина, Йозеф Ратцингер — из Германии. Два последних декана Коллегии итальянцы — Содано и Ре.
Одной из задач кардинала-декана является обязанность совершить епископскую хиротонию вновь избранного Папы, если таковой не имеет епископского сана. Последний подобный случай имел место в 1831 году, когда 2 февраля на конклаве был избран Папой кардинал-дьякон Бартоломео Альберто Капеллари, принявший имя Григорий XVI. Его епископскую хиротонию 6 февраля 1831 года совершил декан Священной коллегии кардиналов епископ Остии Бартоломео Пакка.